# دانشگاه میزوری
دانشگاه میزوری (به انگلیسی: University of Missouri) یک دانشگاه تحقیقاتی دولتی در کلمبیا واقع در ایالت میزوری آمریکا است که در سال ۱۸۳۹ میلادی بنیان‌نهاده شده‌است. این دانشگاه بزرگترین و معتبرترین دانشگاه دولتی در میزوری است. 

## نگارخانه دانشگاه و دانش‌آموختگان

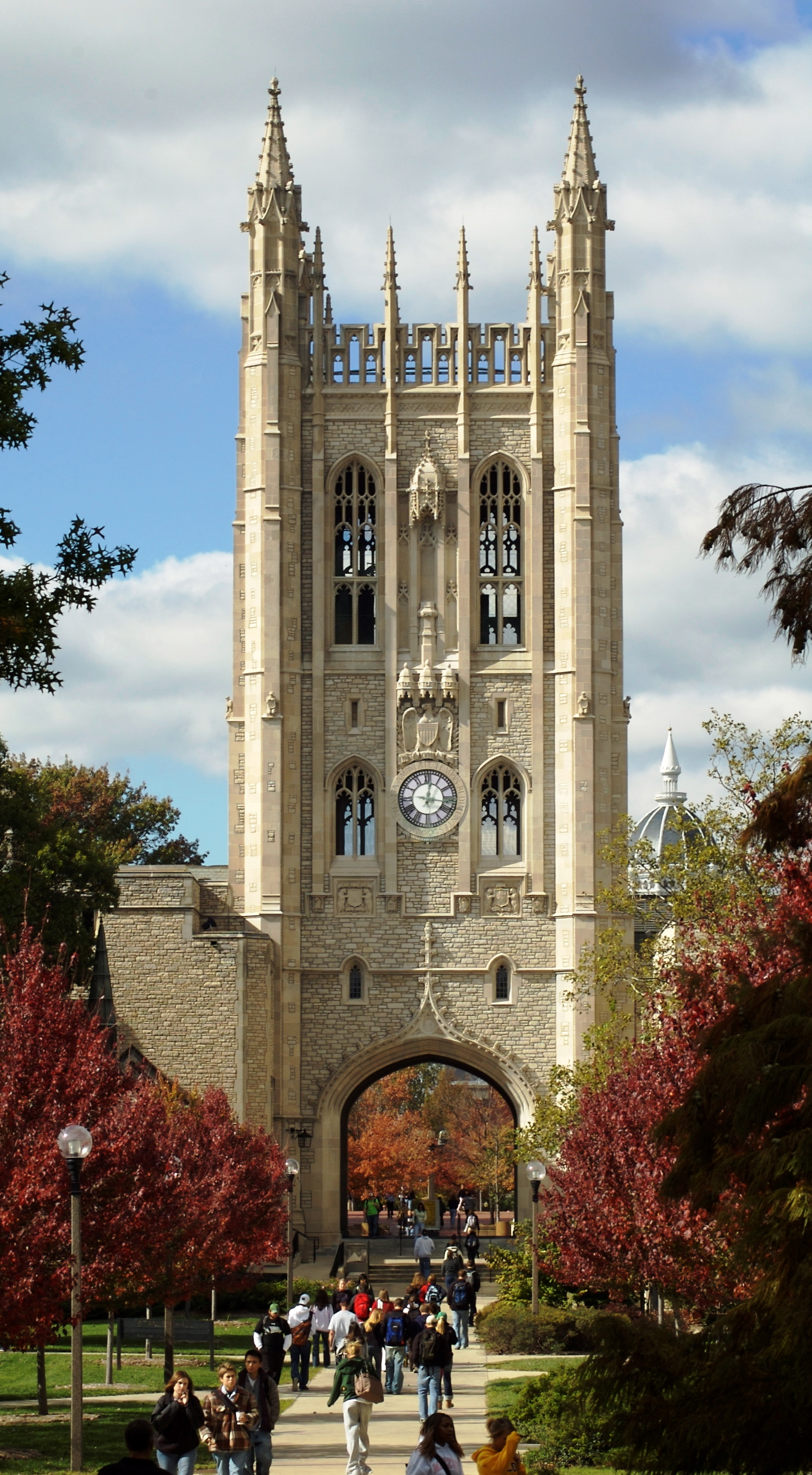
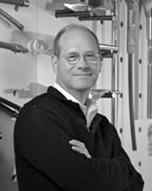
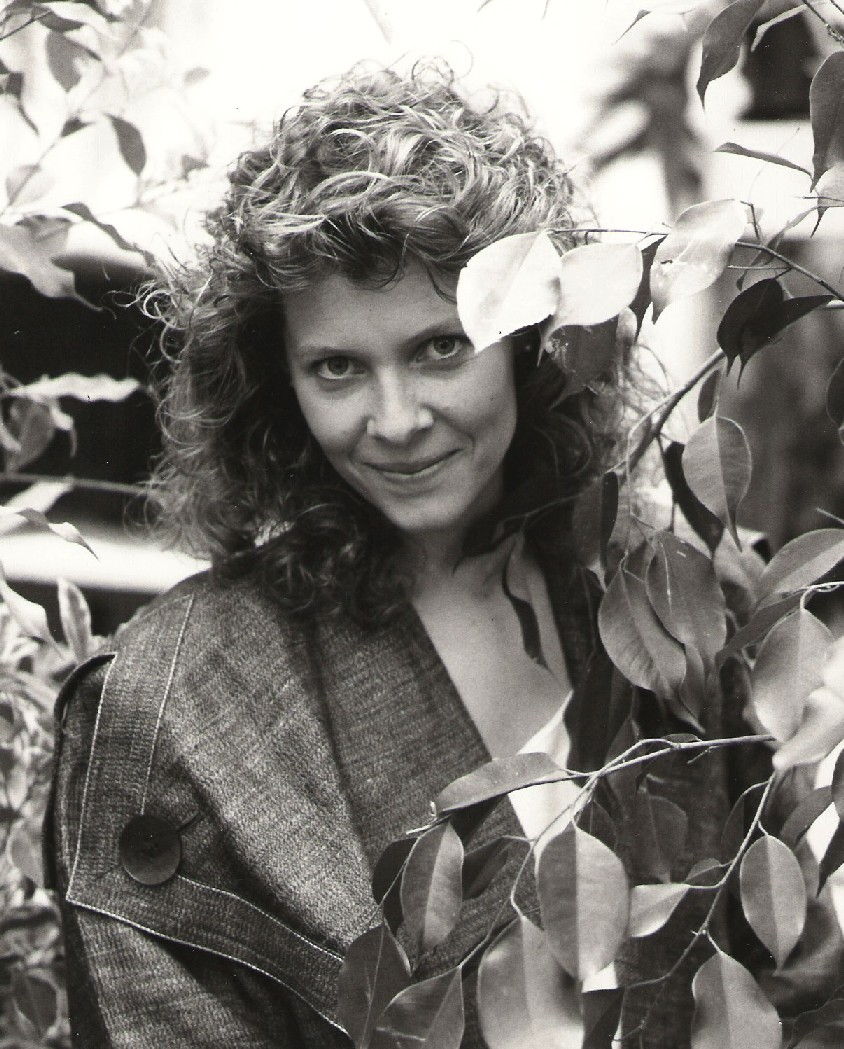
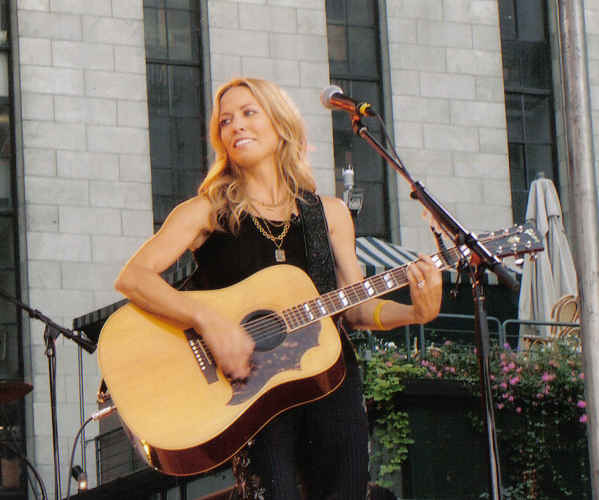
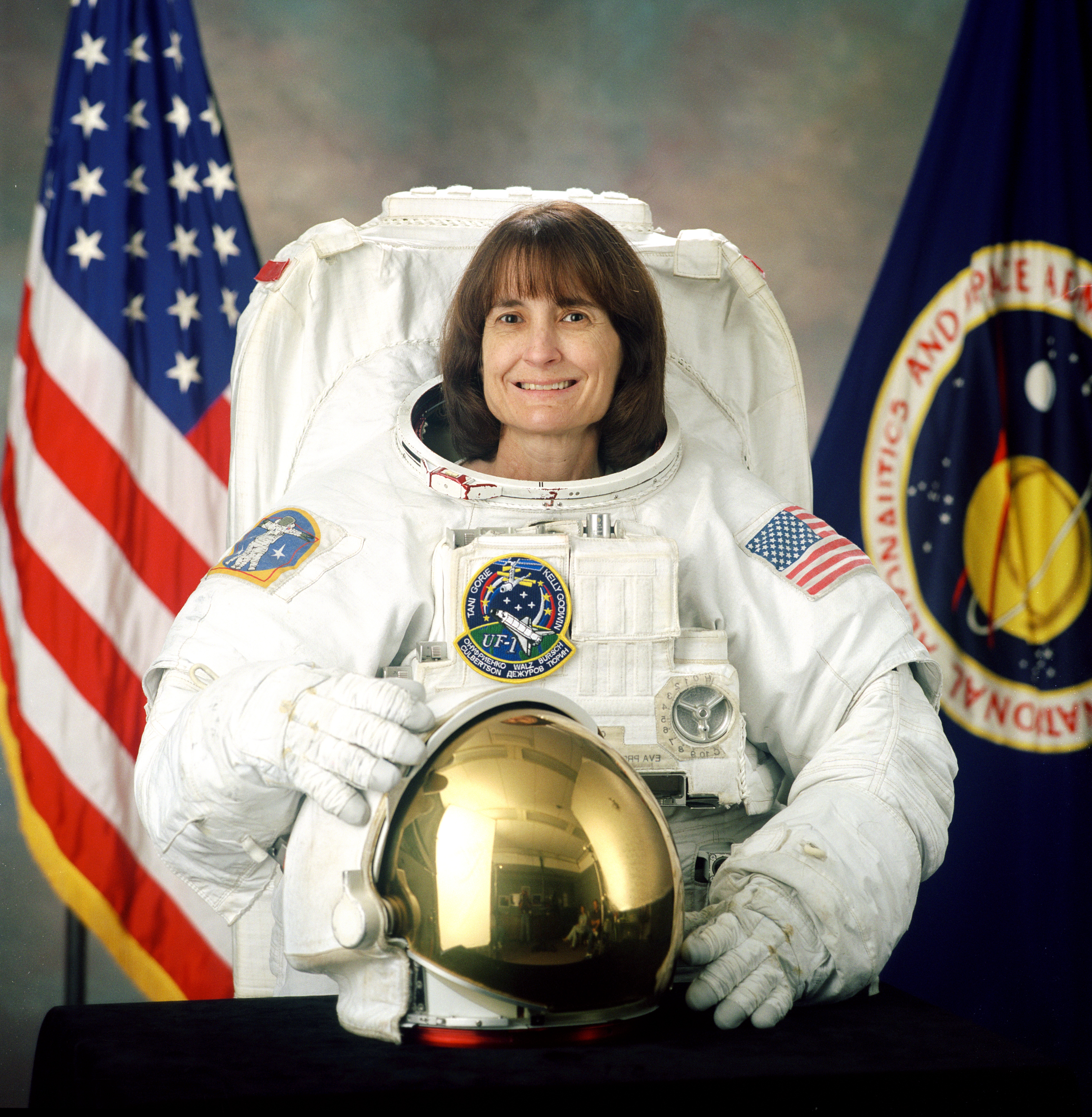
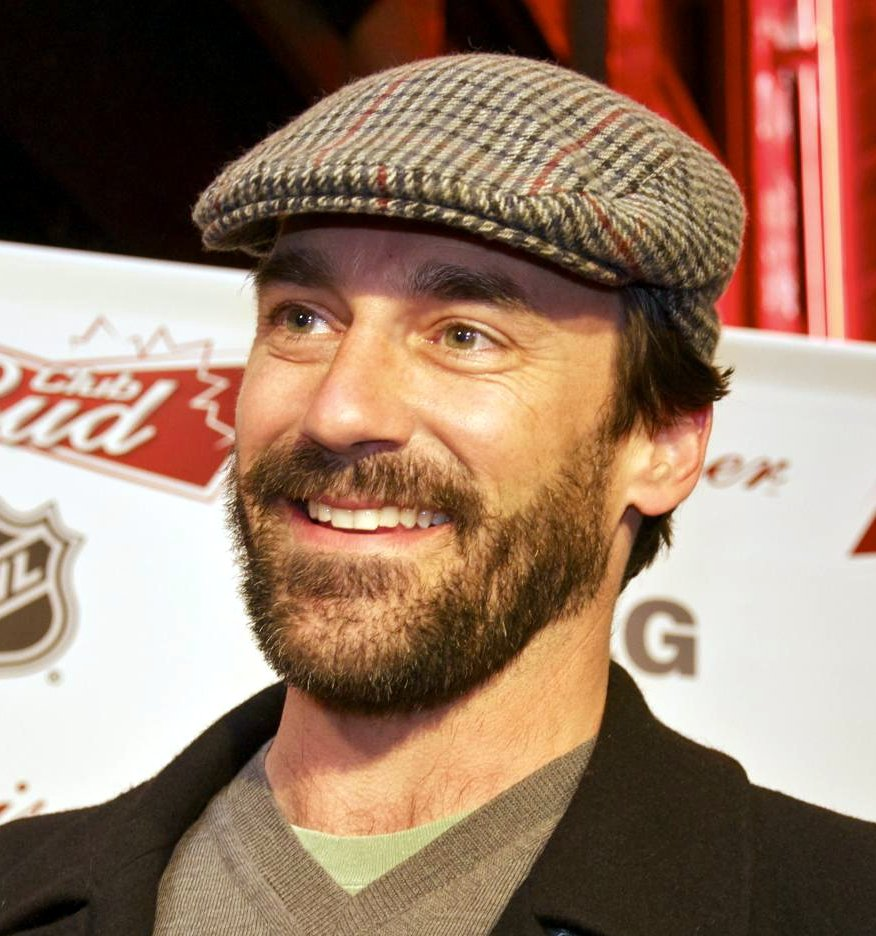
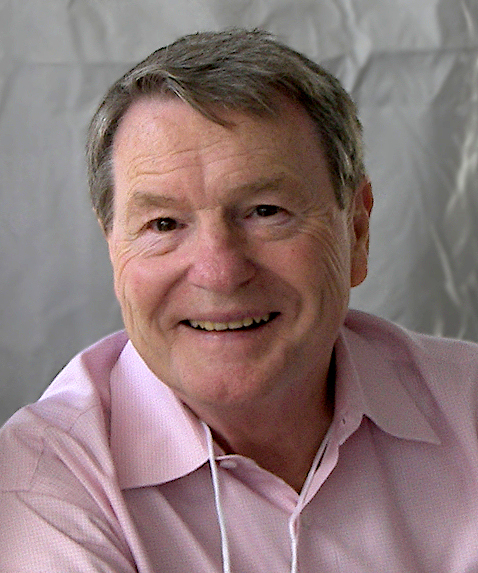
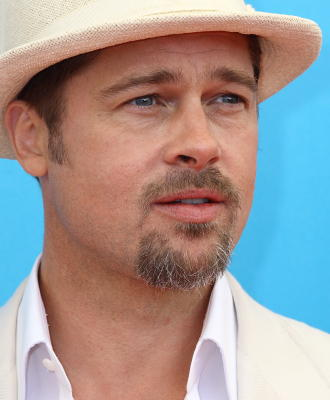
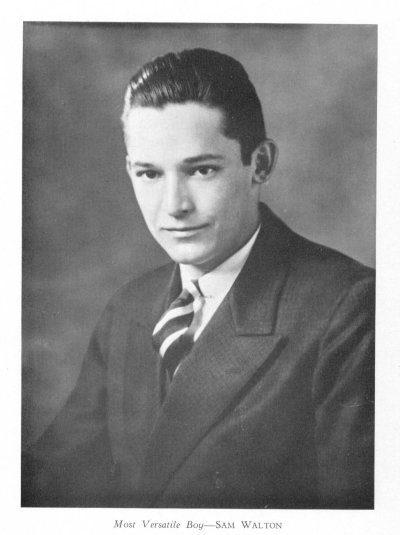